# Le farfalle di Voltaire
Le farfalle di Voltaire è un romanzo di Sergio Ferrero del 2000 edito da Arnoldo Mondadori Editore. Lo stesso anno il libro è stato finalista al Premio Campiello e al Premio Bergamo nel 2001.

## Trama
René, un ragazzo diciassettenne, autorizzato dall'età ad essere ingenuo, deve confrontarsi con il padre Gerolamo. Quest'ultimo, ex seduttore da spiaggia, e squattrinato pittore, è stato per un breve periodo marito di Marcelle, ma ora ritiene che sia giunto il momento d'imporre al figlio il proprio modello di uomo predatore. Per questo motivo Gerolamo vorrebbe che il giovane smettesse di frequentare il musicista Rorò, il quale s'è fatto allestire un appartamento in un cadente edificio popolare che ricorda il casbah di Algeri, e neppure l'altero marchese Felipe Aguilar, il quale scrive tragedie in versi e abita in un hotel semi-diroccato, sognando di trasformarlo in un teatro. È evidente quanto s'inganni Gerolamo, nel cui corpo che invecchia l'ambizione artistica, si stanno aggrovigliando l'alcol e il disordine in un gruppo di vaniloquente frustrazione. Questa comunità descritta da Ferrero, è sempre vivacissima, nell'eccentricità dei suoi eroi come nella leggerezza delle sue eroine, dalla bella Tania ai due mariti, alla sensuale e sfrontata ragazza del popolo Nina. La maturazione del ragazzo René dovrà conoscere anche la sofferenza e il batticuore per l'indole malandrina e traditrice della giovane dai piedi scalzi sarà solo perché il diventare adulti paga pegni inevitabili.

## Edizioni
- Sergio Ferrero, Le farfalle di Voltaire, Mondadori, Agosto, 2000,  p. 150, ISBN 88-04-47821-7.